# Bundesgrenzschutzgesetz
Das Bundesgrenzschutzgesetz regelte früher den Bundesgrenzschutz. Mit der Umbenennung desselben in Bundespolizei wurde es in dieser Hinsicht vom Bundespolizeigesetz, zum Zeitpunkt seiner Einführung ebenfalls Bundesgrenzschutzgesetz (1994) genannt, abgelöst.
Die Regelungen zur (praktisch nicht mehr relevanten) Grenzschutzdienstpflicht stehen nach wie vor im Bundesgrenzschutzgesetz als dessen einzige in Kraft verbleibende Paragraphen.
Damit ist neben dem Bundespolizeigesetz auch das Bundesgrenzschutzgesetz weiterhin Rechtsnorm.